# 苏州市轨道交通11号线与3号线工程贯通运营改造项目

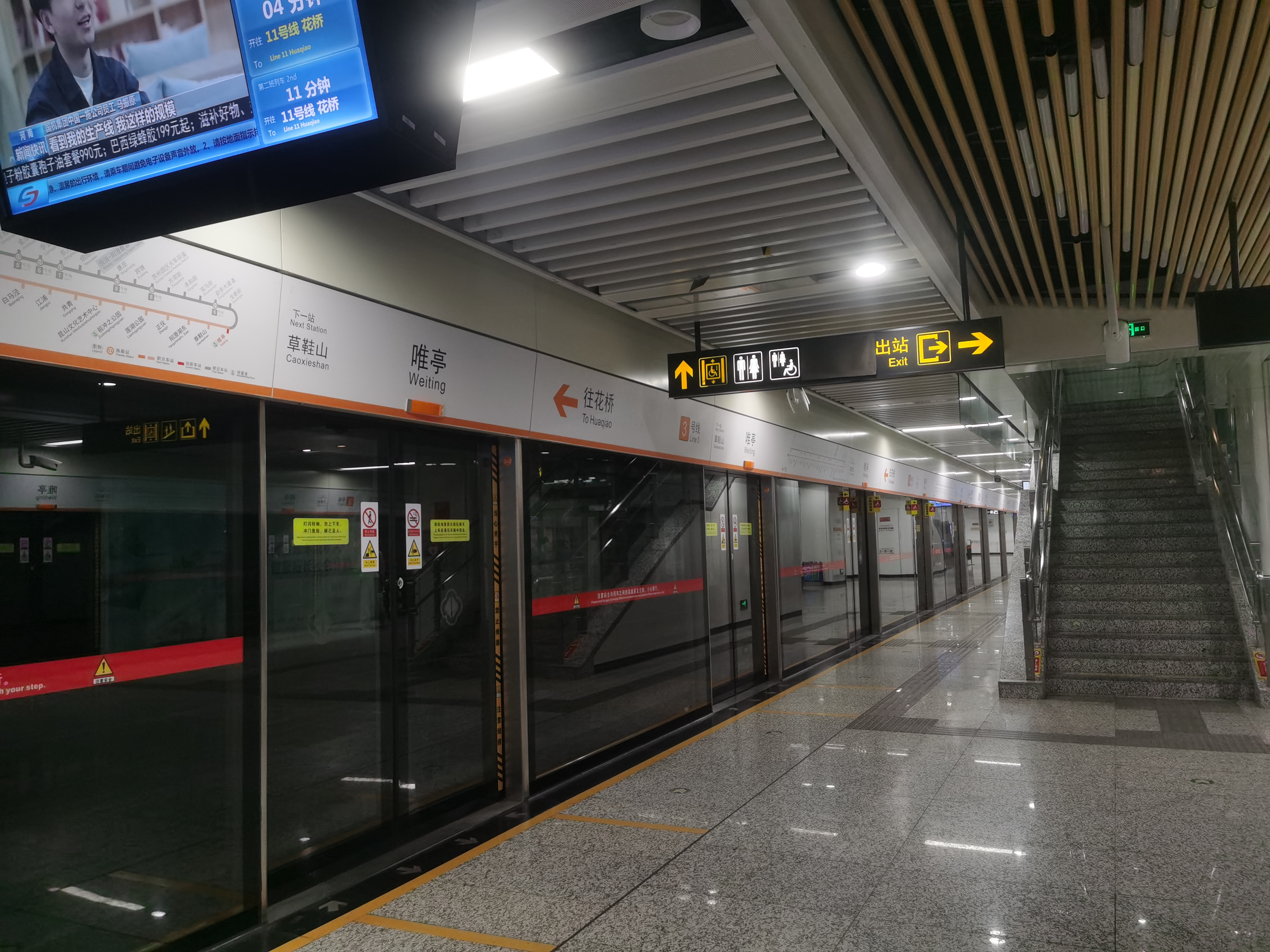
11号线与3号线贯通后的唯亭站站台

苏州市轨道交通11号线与3号线工程贯通运营改造项目是指苏州轨道交通自2023年8月12日起，对3号线与11号线的信号、车辆、轨道等设施的改造工程。该项目旨在架构11号线至3号线骨干网，并提升昆山与苏州市中心的直达效率。

## 背景

### 交通状况
11号线自开通后即成为昆山前往苏州市区的重要交通方式，节假日常会迎来出入苏州的客流高峰，几乎所有乘客均需在唯亭站换乘3号线，为该站带来大量过境客流，同时唯亭站两线发车频率不同，经常导致大量换乘客流积压在该站站台。

### 市域一体化
苏州下辖的各县级市与市区之间历来发展相对独立，经济上没有绝对中心。时任苏州市委书记曹路宝认为“苏州要融入长三角一体化，必须先完成市内的一体化”。苏州市政府认为11号线与3号线贯通运营是“推动昆山纳入市域一体化的重要举措”。

## 改造前运行状况

苏州轨道交通2024年规划线路图（不含高新区有轨、吴江智轨等线）
乘坐3号线与11号线往返苏昆需在唯亭站进行换乘。

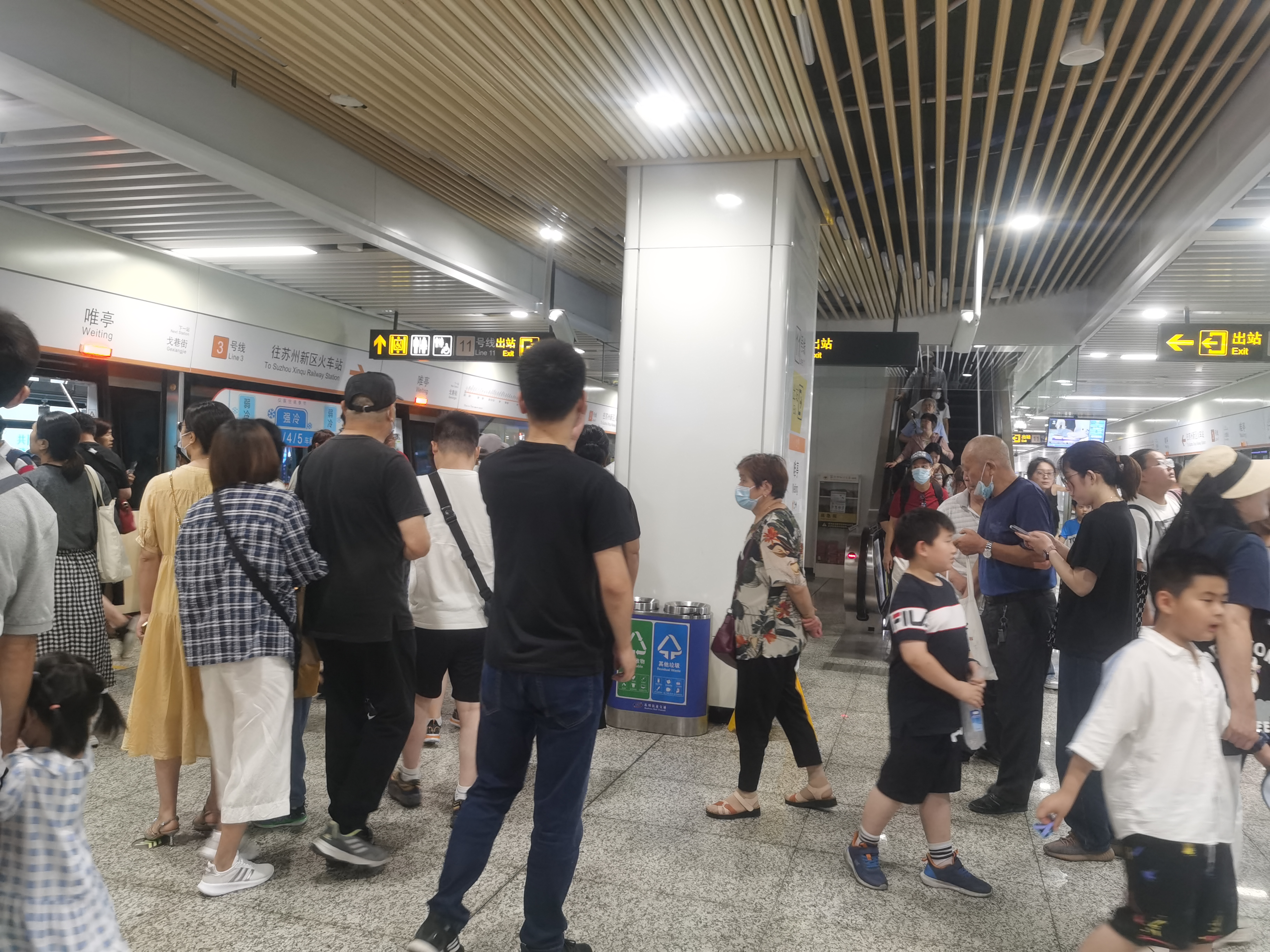
11号线开通后拥挤的3号线站台

### 3号线
3号线全线长45.2km，是苏州城区东西向主干线，在改造前运行等级为GoA2级。配车为40列240辆PM101型、PM102型与PM116型列车，列车设计时速80km/h，平均旅速约为34.37km/h。全线采用苏州新区火车站站至唯亭站单一交路运行。

### 11号线
11号线的运行等级为GoA4级。全线长41.2km，配车为35列210辆PM187型列车，列车设计时速100km/h，平均旅速约42.79km/h。全线采用唯亭站至花桥站单一交路运行，同时在早晚非常规运行时段开行不同交路的大站快车。

## 工程实施

### 3号线改造
由于3号线与11号线自动化等级不同，3号线等级较低，因此需对3号线信号实施升级改造。自2023年8月12日起，3号线开始实施改造，包括正线车站全自动运行功能改造，场段、控制中心设备改造，车辆适应性改造等。
2023年9月4日至12月22日，为配合该项目施工，3号线周一至周四（法定节假日除外）提前收车，并于收车后加开3班苏州新区火车站站至宝带路站的小交路列车。
2023年11月14日，于信号改造期间，3号线唯亭方向发生设备故障原因延误。
3号线已于2023年12月完成唯亭站至宝带路站的改造，并在第二阶段贯通前完成剩余段改造。

### 唯亭站改造

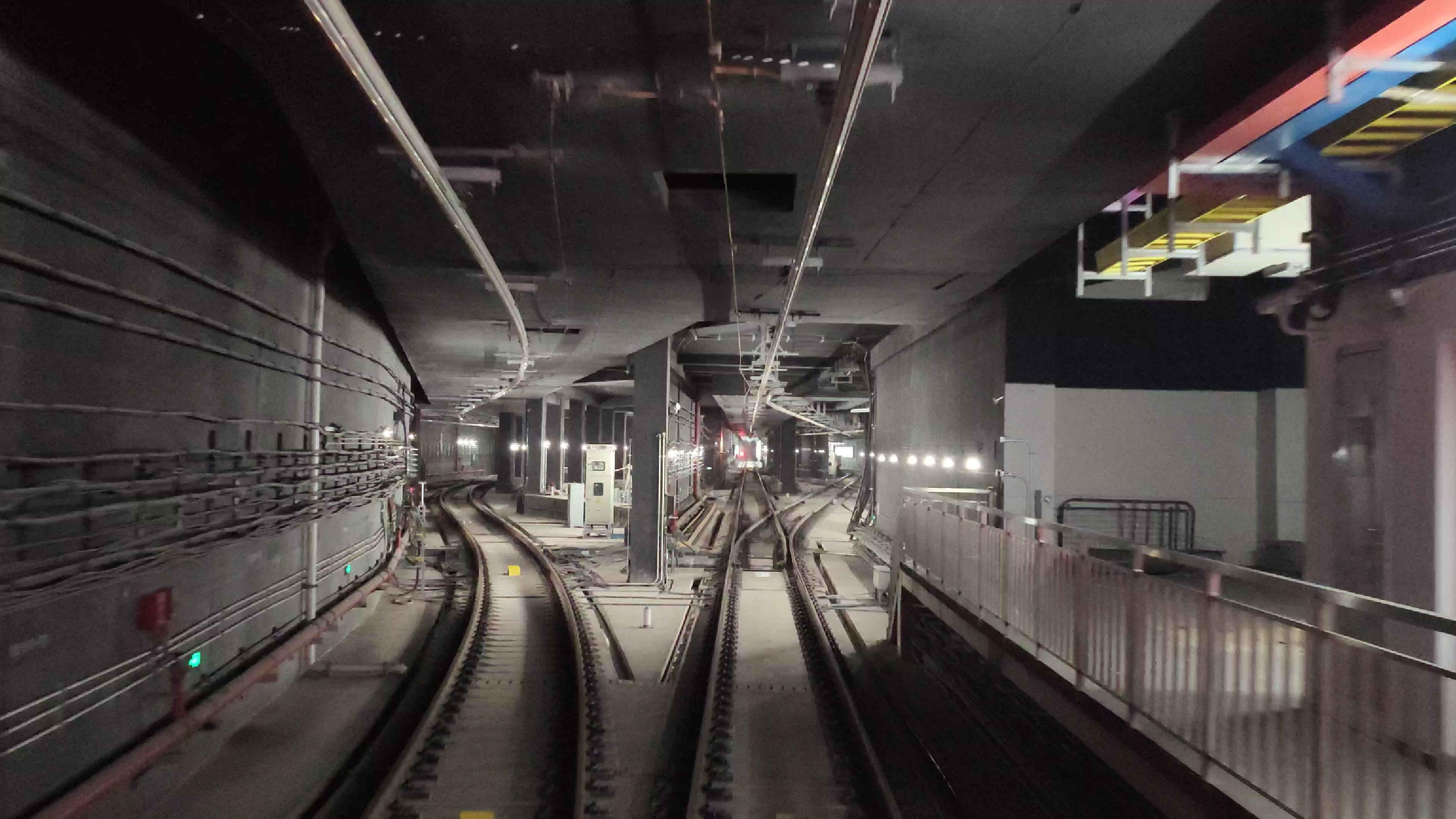
已完成的联络线右线
（2023-10-01）

11号线处于设计阶段时，3号线已完成施工并即将开通。由于3号线与11号线设备差异较大，唯亭站的设计以换乘模式为主，仅预留远期改为贯通运营的条件。车站设计为平行换乘，3号线与11号线联络线初期只建设右线（花桥方向），远期拆除11号线交叉渡线建设左线（苏州市区方向）。实际建设与该设计方案相同，联络线左线的建设计划已于2023年12月落实。
2023年12月15日23时10分，各专业按照抢修应急预案，开始为期20多小时的联络线左线改造。17日01时40分，1104号列车担当试验列车从草鞋山站出发，开始2小时的热滑实验。20日，贯通工程取得了第三方安全认证，相关初期运营证书发放完毕。
2023年12月16日至22日，11号线唯亭站至阳澄湖东站临时停运，停运区间配备免费公交接驳服务。3号线维持原先的运行图安排。
改造后，11号线下行与联络线平交的正线部分、D0102-D0103间（西北-东南）渡线以及相关信号设备被拆除，3号线尽头处信号设备将更新，11号线站台停止使用。

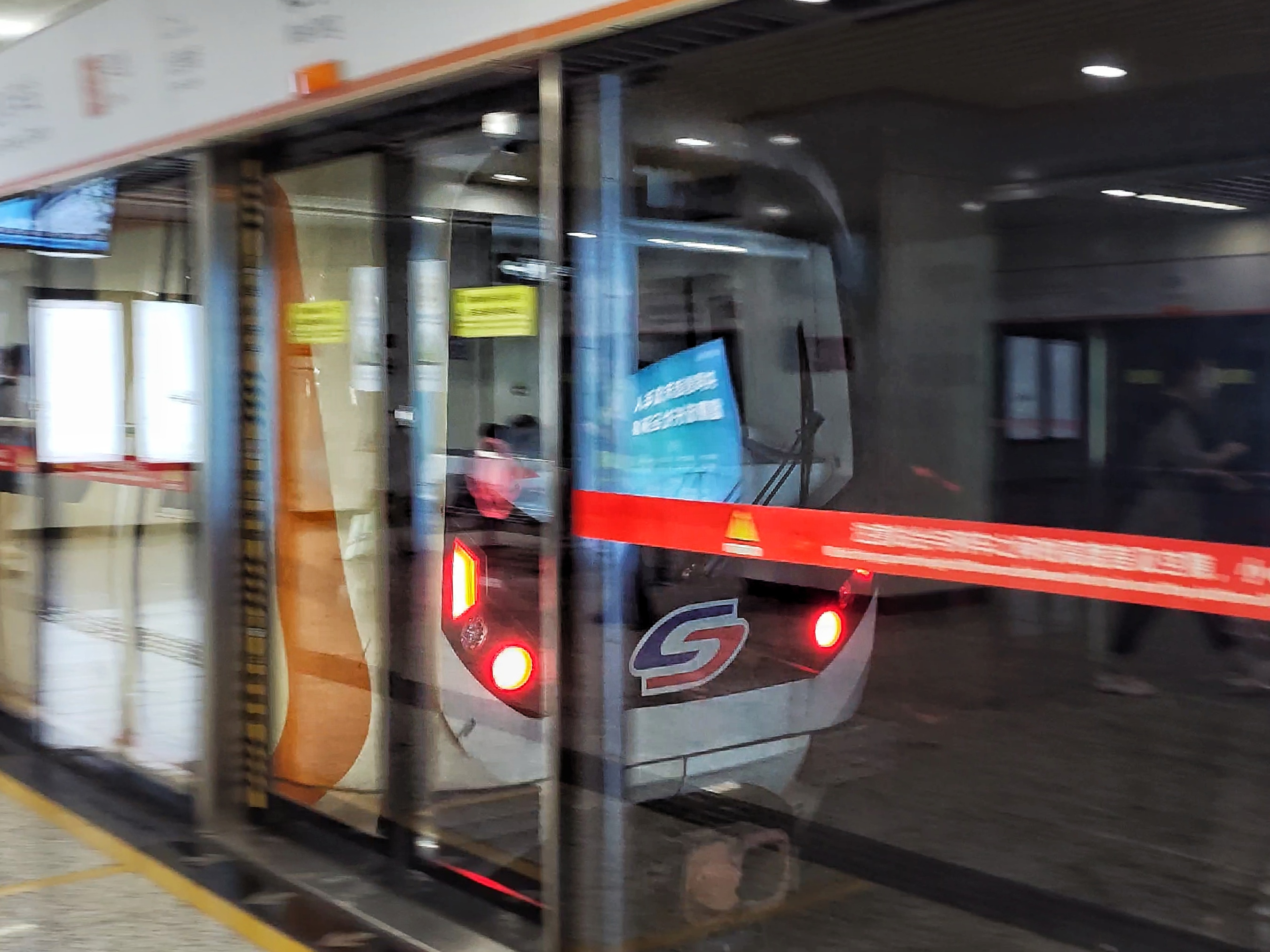
3号线PM116型列车

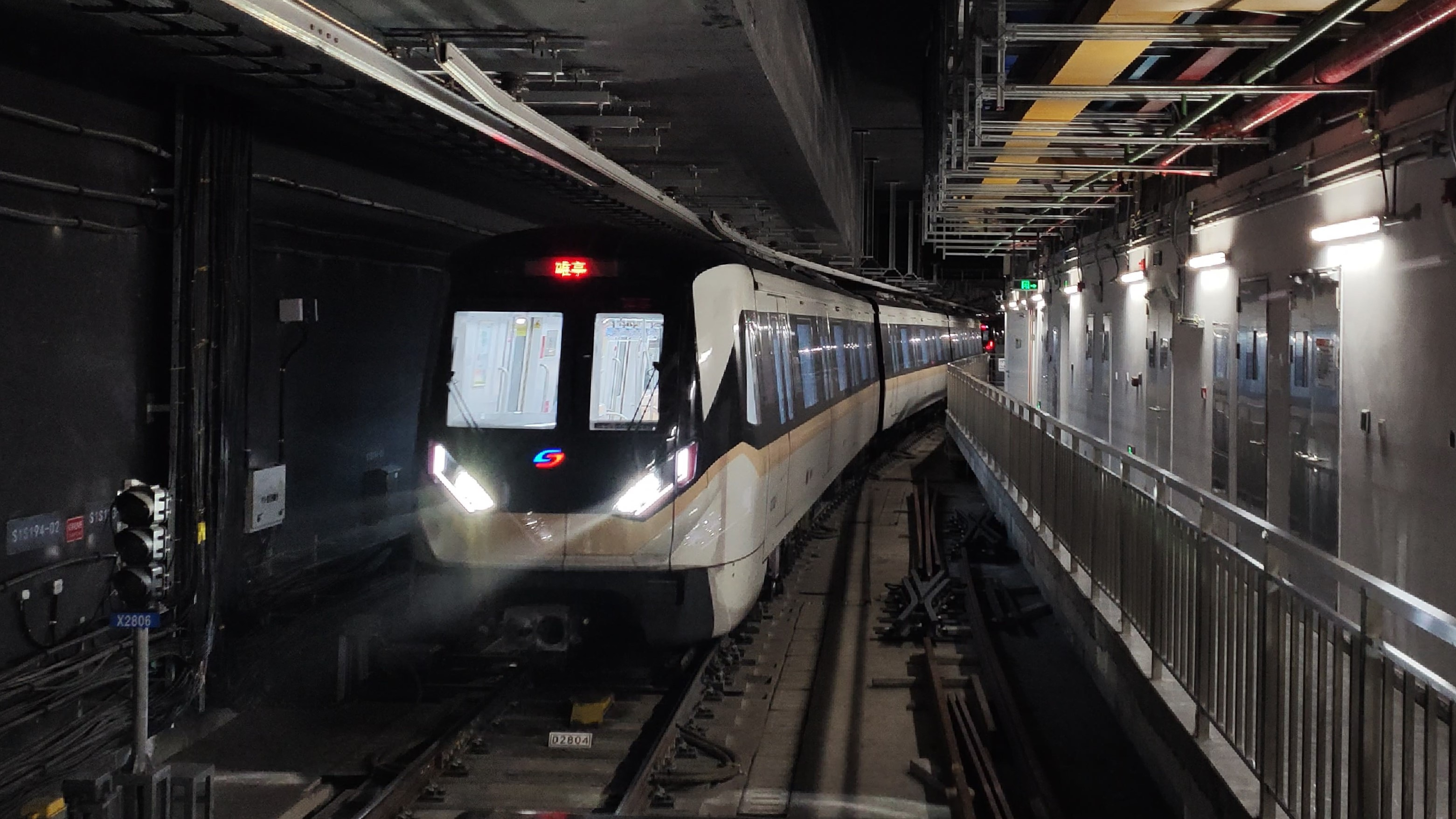
11号线PM187型列车

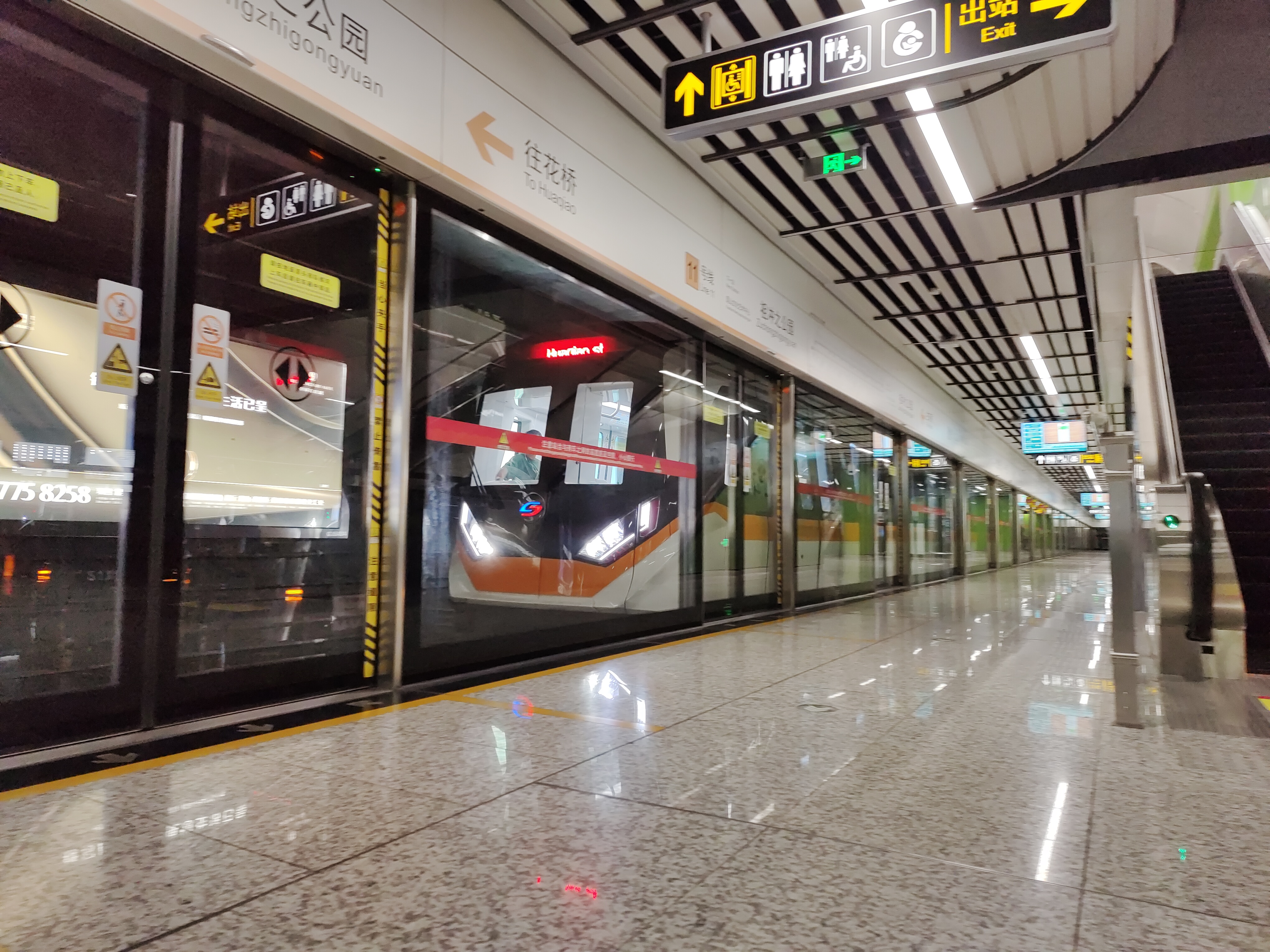
3号线PM247型列车

### 车辆升级
3号线引入50列PM247型列车，用于替换3号线原有的PM101型、PM102型、PM116型列车。
相较于11号线使用的PM187型列车，PM247型列车在外观上与PM187型相似，仅列车涂装为3号线标识色；内饰与PM187型列车相同，其中座椅涂装亦采用3号线标识色。与PM187型不同的是，PM247型列车的贯通道走字屏改为LCD，显示的文字更小，中英文分上下两行显示；车内增设了USB接口与无线充电器（仅端头处）供手机充电；司机瞭望区与客室的软隔离改为全高式。
PM247型列车的牵引电机不使用7号线已搁置的PM227型列车订单中江苏经纬轨道交通设备制造的WIND-TMM-1Y460-530SNJ03型异步牵引电机，改用功率更高的WIND-TMM-1Y460-570SNJ16型异步牵引电机；转向架与11号线列车同为PW120E型，但因为电机功率不同，齿轮箱传动比也有所改变。
PM247型首列交付的0302号列车于2023年12月20日抵达浒墅关车辆段，并在2024年2月24日进入正线调试。在二期贯通开始当天，共有8列新车上线运营；其余车辆将陆续交付，2024年底前将全部交付。
11号线PM187型多数列车在朝阳路车辆段进行贯通改造；1134号列车与1135号列车分别在3号线浒墅关车辆段与唯亭南停车场改造，并用于3号线员工训练。35列列车均于2023年12月前完成了的升级改造，改造后的列车可用于贯通运行。
3号线PM247型列车与11号线PM187型列车（改造后）共计85列，均具备贯通运营条件。按照80%的列车上线率，3号线、11号线全线共可上线68列列车。3号线既有列车将改造为PM259型并转至7号线运营，7号线原PM227型列车订单搁置。

### 调度指挥权移交
自2023年12月18日04:16起，3号线调度指挥权由运营一分公司调度中心（广济南路指挥控制中心）移交至运营二分公司调度中心（祖冲之控制中心）。3号线浒墅关车辆段、唯亭停车场调度指挥权与属地管理权由广济南路OCC移交至祖冲之OCC。

## 改造后运营方案

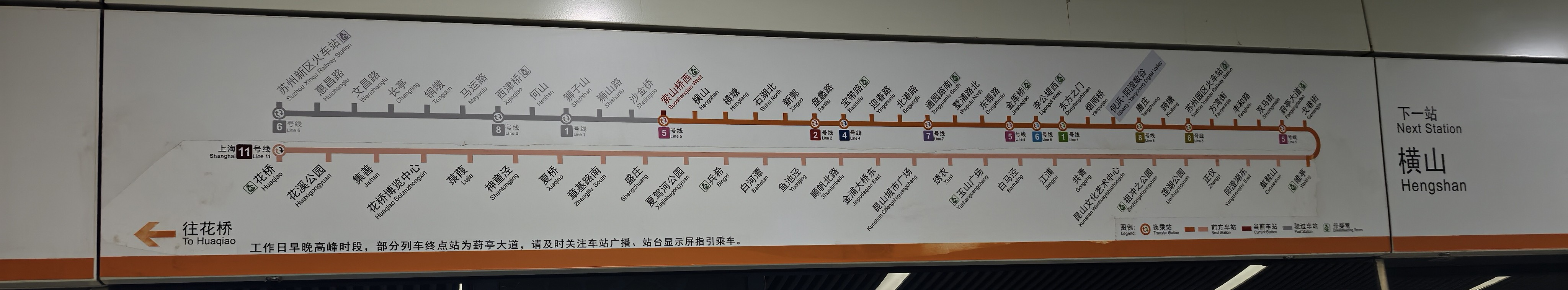
贯通运营后的3号线站名表和11号线站名表并列显示
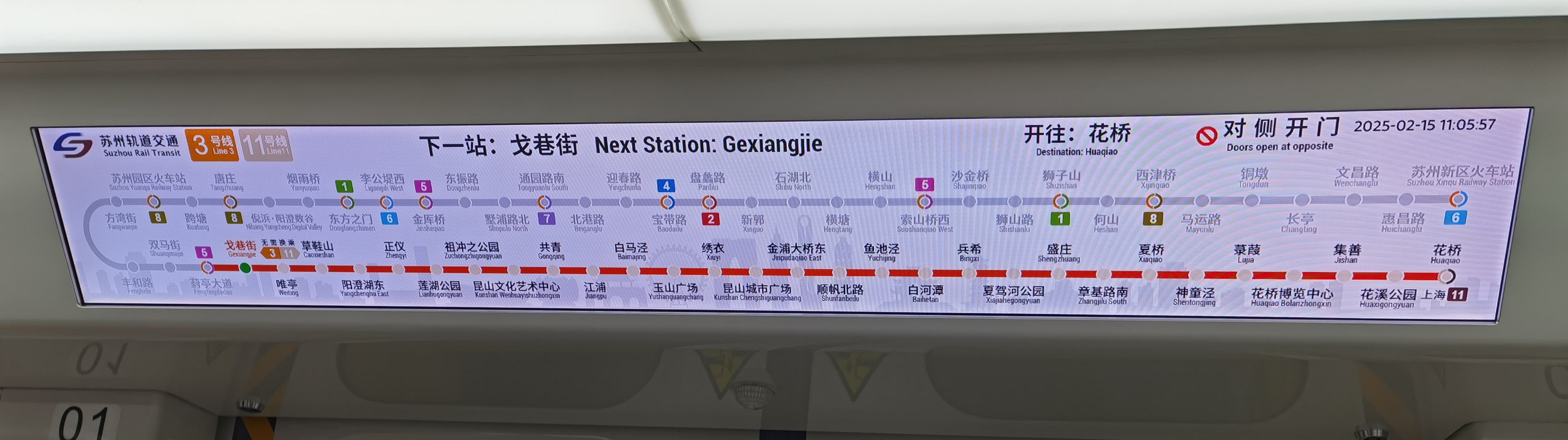
贯通运营后的LCD运营路线图
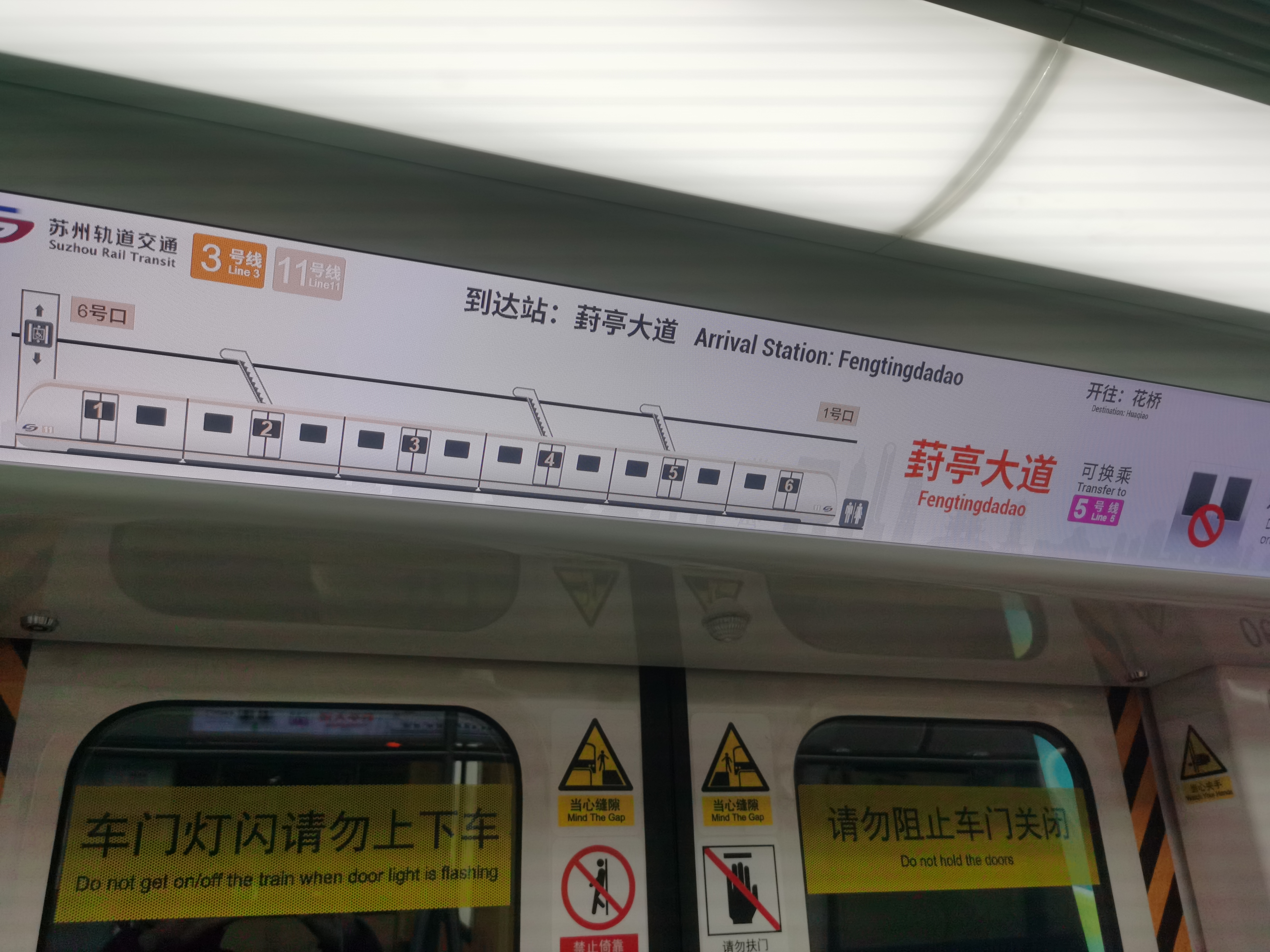
与3号线贯通运营的11号线列车内的显示屏（现参与贯通运营的车辆还会增加3号线标志）。
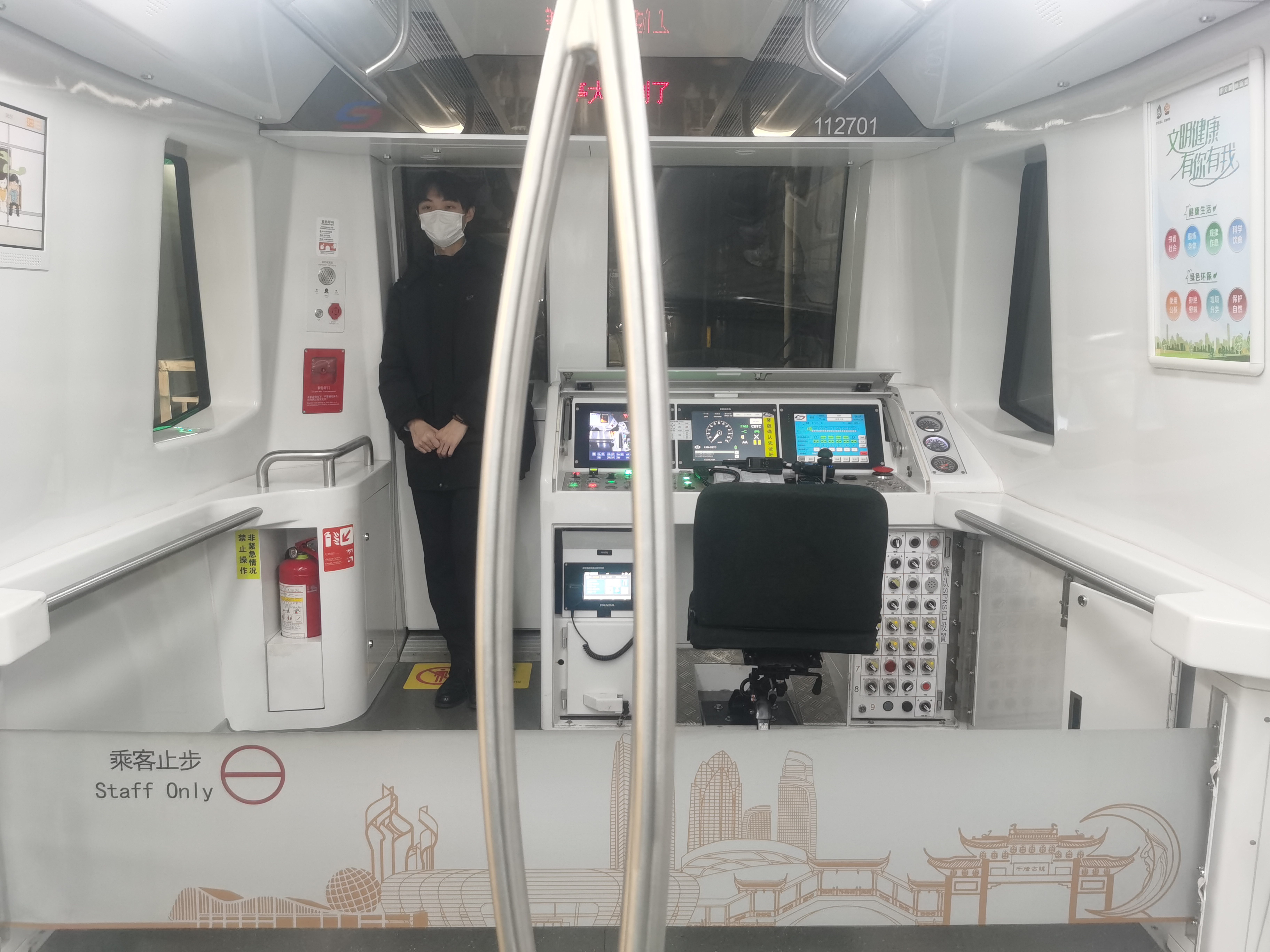
11号线列车在3号线区段运营时为司机登车值守的状态，此时会拉横幅提示乘客禁止进入司机室。
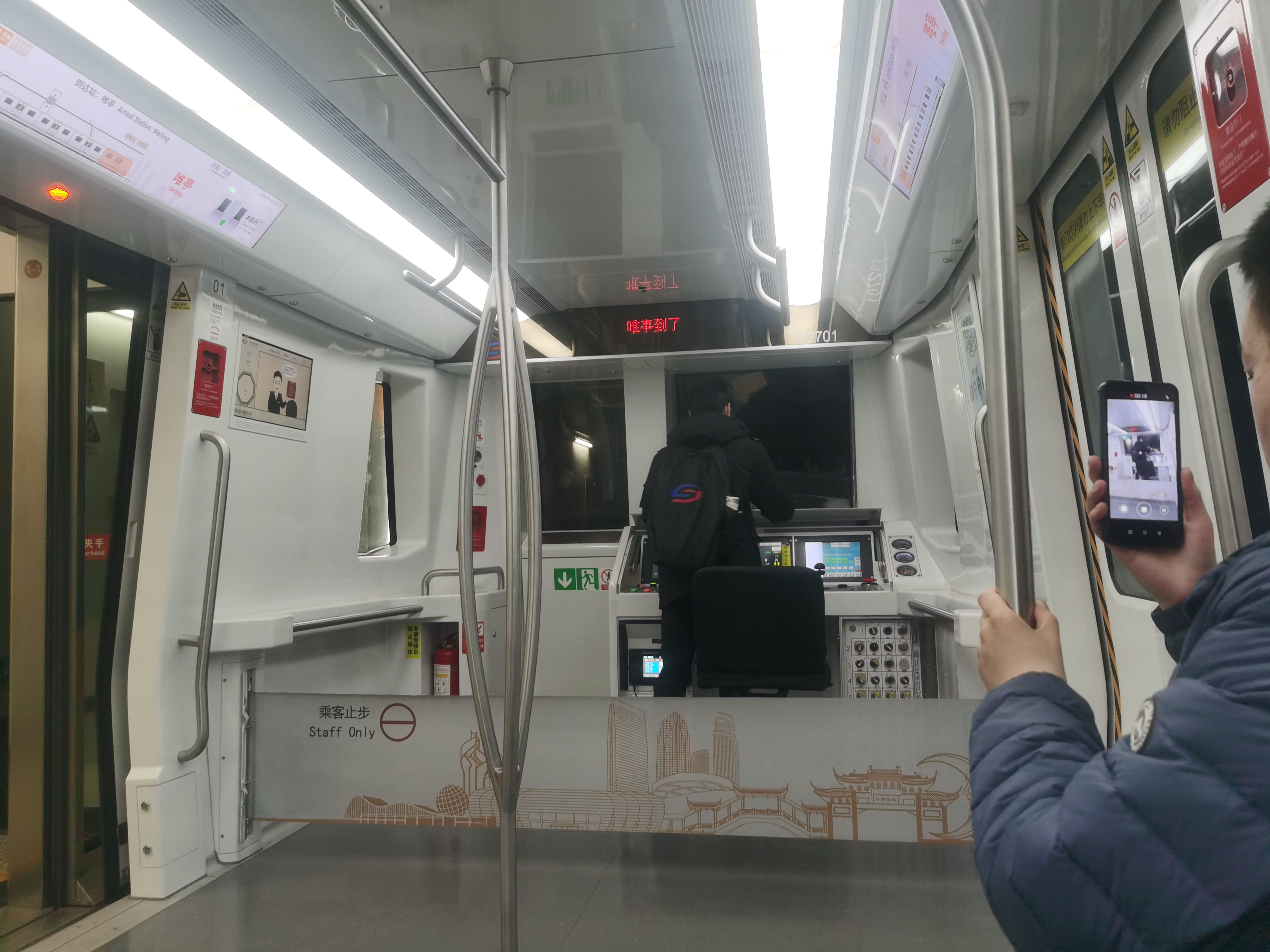
当11号线列车抵达唯亭站后，司机关闭司控台并重新开放司机室，列车以GoA4标准继续运行。

两线贯通运营分为三个阶段实现。

### 第一阶段
2023年12月23日，11号线与3号线贯通工程第一阶段已经完成，两线运行交路调整如下：
- 3号线：苏州新区火车站站 ↔ 唯亭站
  - 调整后：苏州新区火车站站 ↔ 葑亭大道站，在葑亭大道站利用站后出入库线折返。
- 11号线：花桥站 ↔ 唯亭站
  - 调整后：花桥站 ↔ 金厍桥站，在金厍桥站经站后存车线进入下行站台并载客折返；应急情况下可在上行列车运行至李公堤西站时清客，利用金厍桥上行站台空车折返。
- 11号线：唯亭站 → 夏驾河公园站 晚间大站快车
  - 取消。
- 11号线：共青站 ↔ 花桥站 早晚间大站快车
  - 贯通运营后暂停运营，2024年1月17日起恢复，取消停靠鱼池泾站，其余停靠站点与原先一致。
- 11号线：东方之门站 ↔ 花桥站 早晚间大站快车
  - 贯通运营后开设。2024年3月11日停运。

实际运营中，11号线列车在3号线区段运营时采用GoA3标准，需要司机登车值守。
- 上行列车停靠草鞋山站时，3号线司机登车，启用软隔断并开启司控台盖板，并在司机室内值守；列车运行至金厍桥前，司机需提前收好座位，到站后封闭司控台盖板及软隔断。
- 下行列车从金厍桥站发车前，司机需立即启用软隔断并开启司控台盖板；下行列车停靠唯亭站后，司机关闭司控台并重新开放司机室，列车以GoA4标准继续运行，司机在草鞋山站下车。

### 第二阶段
4月27日起，第二阶段贯通运营开始。
由于3号线新车交付进度，且列车调试中发现各种问题，因此第二阶段未能实现全线贯通。11号线金厍桥至花桥交路扩展至横山至花桥交路，共线范围扩大。共线段最小行车间隔仍维持约3分30秒，3号线、11号线其它区段约7分钟。大站快车开行计划保持不变。
3号线新车在4月27日正式投入11号线花桥至横山交路运营。所有列车在3号线区段内均有人值守。
实际上，每日的平峰时期都有部分列车因需返回浒墅关车辆段而执行3-11号线全线贯通交路。不过苏州轨道交通官方渠道并未做介绍。

### 第三阶段

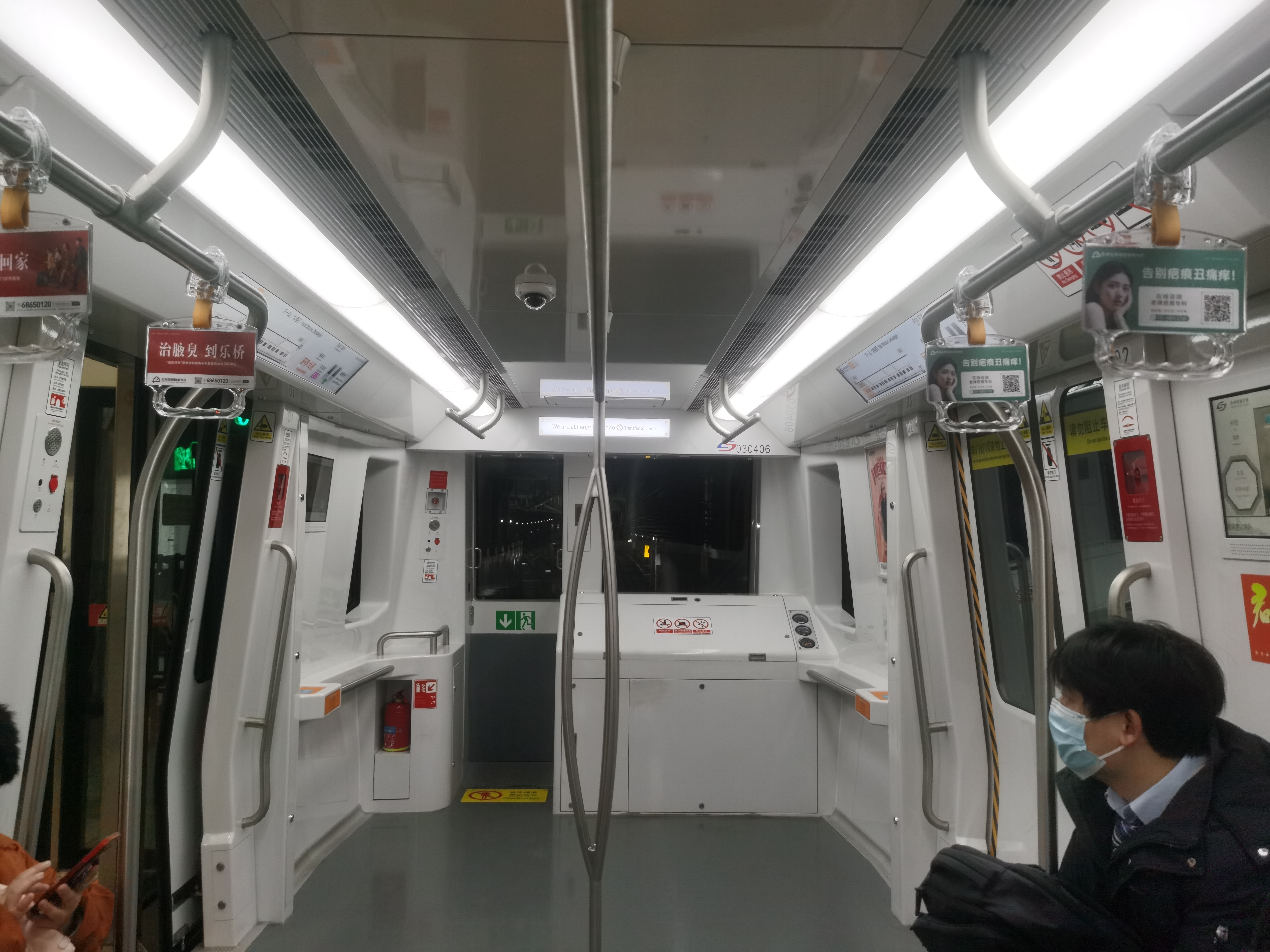
完成全线贯通后的11号线与3号线，均为自动驾驶区段

2024年6月29日，该项目完成全线贯通改造并运营，11号线与3号线双向贯通运营，实现苏州新区火车站至花桥的全天运行交路。3号线苏州新区站至葑亭大道交路维持运营。